# Overlandvliegen

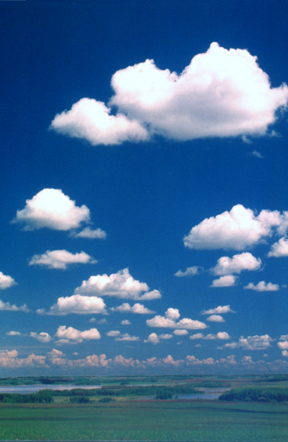
Goed overlandweer. Mooi gevormde cumulus humilis, met een witte wolkenbasis, waarschijnlijk zit hier thermiek en waait het zacht.

Overlandvliegen (Engels: cross-country flying) is in de luchtsport het navigeren tussen twee punten (in de regel vliegvelden). Vluchten gebeuren zowel in zowel gemotoriseerde als ongemotoriseerde vliegtuigen. In geval van een ongemotoriseerd vliegtuig gebeurd dit door gebruik te maken van thermiek.

## Zweefvliegen
Bij overlandvliegen vliegt een zweefvlieger weg van zijn startplaats en hij is dan niet meer in staat om in één steek (rechtuit vliegen zonder expliciet gebruik te maken van thermiek) naar het vertrekvliegveld terug te vliegen. Door van thermiekbel naar thermiekbel te vliegen kan het zweefvliegtuig in de lucht blijven en grote afstanden afleggen.
Een overlandvlucht wordt van tevoren voorbereid en er wordt soms een opdracht gepland. Opdrachten variëren meestal van 50 km tot 500 km. De opdracht wordt zo gekozen, opdat men via een driehoek, veelhoek of een rechte lijn (heen en terug) weer terugkomt op het thuisveld. Het zweefvliegtuig blijft de hele opdracht in de lucht en het is niet de bedoeling om tussenlandingen te maken op andere vliegvelden.
Zweefvliegtuigen blijven tijdens een overlandvlucht tussen de 500 meter en de wolkenbasis (voor een goede overlandvlucht > 1000 meter). Tijdens de vlucht worden voortdurend de wolken geobserveerd, de situatie ingeschat en beslissingen genomen. Als de aandacht afdwaalt of door besluiteloosheid, kan de zweefvlieger (te) laag komen te zitten. Vaak is het dan niet meer mogelijk om het dichtstbijzijnde vliegveld te bereiken. Elke thermiekbel wordt gebruikt om omhoog te komen. De grond wordt bestudeerd op plekken waar de thermiek kan ontstaan en op mogelijke landingsvelden. Als het niet meer lukt om hoogte te winnen, wordt een weiland of akker uitgekozen om te gaan landen. Dit wordt buitenlanden genoemd en het betreft dan een voorzorgslanding. Vaak wordt dit verward met het begrip noodlanding. Een buitenlanding is evenwel niet zonder gevaar: er kan een obstakel, onverwachte helling van het terrein of belemmerende  begroeiing zijn die een gevaar voor de landing oplevert. Echter, een zweefvliegtuig is sterk genoeg geconstrueerd om een landing in een weiland of akker veilig uit te voeren. Een zo geschikt mogelijke ondergrond zal dus altijd de voorkeur van de zweefvlieger hebben.
Nadat de landing is uitgevoerd, wordt de “ophaalploeg” gebeld en worden de coördinaten doorgegeven. De ophaalploeg komt met de aanhanger het zweefvliegtuig ophalen. Het vliegtuig wordt ter plekke gedeeltelijk gedemonteerd, (vleugels en stabilo (vleugel op de staart) eraf, en dan in de op maat gemaakte aanhanger geladen.
Om het probleem van buitenlandingen te omzeilen, hebben sommige moderne zweefvliegtuigen een uitklapbare motor. Er bestaan twee soorten uitklapmotors:
- zelfstarter, hiermee kan ook worden gestart bij de aanvang van de vlucht.
- thuisbrenger/turbo, hiermee kan niet worden gestart, omdat deze motor niet krachtig genoeg is. De motor is wel sterk genoeg om, eenmaal in de lucht, naar het thuisveld terug te keren.

Een nadeel van zweefvliegtuigen met motor is dat deze op een hogere (veilige) hoogte gestart moet worden, terwijl zweefvliegtuigen zonder motor tot vlak voor de buitenlanding kunnen zoeken naar thermiek om zo de vlucht toch voort te kunnen zetten.